# Penaeoidea
Penaeoidea — надродина десятиногих ракоподібних.

## Класифікація
Група містить 440 сучасних видів у 5 родинах. Викопні види (рід Aciculopoda) відомі починаючи з кінця девонського періоду.
Підряд Penaeoidea Rafinesque-Schmaltz, 1815
† Aciculopodidae Feldmann & Schweitzer, 2010 — один викопний вид з девонського періоду.
† Aegeridae Burkenroad, 1963 — два мезозойських роди: Aeger and Acanthochirana
Aristeidae Wood-Mason, 1891 — 26 сучасних види у 9 родах і один викопний вид. 
Benthesicymidae Wood-Mason, 1891 — 41 вид у 4 родах.
† Carpopenaeidae Garassino, 1994 — два крейдяних види роду Carpopenaeus.
Penaeidae Rafinesque-Schmaltz, 1815 — 216 сучасних види у 26 родах і один викопний рід із мезозою.
Sicyoniidae Ortmann, 1898 — 43 види єдиного роду Sicyonia.
Solenoceridae Wood-Mason, 1891 — 81 вид у 9 родах.